# Danilo (football, 1985)
Pour les articles homonymes, voir Danilo.
Marcos Danilo Padilha dit Danilo, né le 31 juillet 1985 à Cianorte et mort le 29 novembre 2016 à Medellín, est un footballeur brésilien évoluant au poste de gardien de but.
Il meurt le 29 novembre 2016, le lendemain du crash du vol 2933 LaMia Airlines.

## Biographie
Danilo commence sa carrière professionnelle en 2004 au Cianorte, où il joue trois saisons. Il change ensuite régulièrement de club, portant le maillot de quatre clubs en trois ans, avant de rejoindre Londrina. 
En 2013, il est prêté un an au club de Chapecoense qui évolue en seconde division. Après une place de vice-champion de Série B, synonyme de montée en Série A, il y est transféré définitivement.
En 2016, le club remporte la Coupe de Santa Catarina et participe à la Copa Sudamericana 2016. Tombeur notamment du CA Independiente, du Junior de Barranquilla et de San Lorenzo, Chapecoense réalise l'exploit de se qualifier pour la finale de la compétition. Malheureusement, la finale qui devait les opposer à l'Atlético Nacional n'a pas lieu, en raison du crash de l'avion emmenant l'équipe brésilienne en Colombie, pour venir y disputer le match aller. La plupart des joueurs de l'équipe succombent au crash. Danilo survit initialement au crash, mais décède de ses blessures à l’hôpital de Medellín.
Son bilan avec l'équipe de Chapecoense s'élève à 90 matchs en première division brésilienne, un match en deuxième division brésilienne, et 11 en Copa Sudamericana.

## Palmarès
Danilo est vice-champion de Série B en 2013 et remporte la Coupe de Santa Catarina en 2016. Il est également finaliste de la Copa Sudamericana 2016.